# Артур Дарвил
Артур Дарвил (енгл. Arthur Darvill; Бирмингем, 17. јун 1982) је британски глумац. Дарвил је најпознатији по улози Рорија Вилијамса у научно-фантастичној серији Доктор Ху.